# Tour du Lazaret
La Tour du Lazaret (en italien : Torre del Lazzaretto) est une tour de guet située sur la côte de Giglio Porto, une frazione de la commune de l'Île de Giglio (province de Grosseto), en Toscane.

## Histoire
La tour côtière a été construite par Cosme Ier de Médicis dans la seconde moitié du XVIe siècle, sur la base d'un projet de l'ingénieur militaire Alessandro Pieroni, dans le but de protéger davantage la côte orientale de l'île des incursions continues des maraudeurs turcs. Cependant, les travaux visant à achever la structure défensive côtière durent plusieurs décennies et ne furent achevés qu'en 1624.
Au cours du siècle suivant, le lazaret est également construit (une structure permettant de mettre en quarantaine les voyageurs en provenance de zones à risque d'épidémie), d'où le nom actuel de la structure.
Entre la fin du XVIIIe et le début du XIXe siècle, la tour de guet et le lazaret furent progressivement abandonnés. Devenue propriété de l'État après l'unification de l'Italie, la tour ne fut vendue à des particuliers que vers la fin du XIXe siècle. Au cours du siècle dernier, la structure originale a été incluse dans la zone d'un complexe privé.

## Description
La tour du Lazaret a une section quadrangulaire, avec une base en sabot cordonnée sur laquelle repose la partie surélevée du bâtiment turriforme. La particularité de la structure architecturale est l'arrondi des angles qui relient les murs des côtés contigus.
Les structures des murs extérieurs sont entièrement enduites, avec quelques meurtrières et fenêtres quadrangulaires de différentes tailles qui s'ouvrent à différentes hauteurs.
La partie supérieure, complètement refaite, se termine par une couverture à quatre arches, qui remplaçait la terrasse sommitale originale, bordée de parapets, à partir de laquelle les sentinelles effectuaient des observations et émettaient des signaux lumineux en cas d'alarme.